# Lucya
Lucya là một chi thực vật có hoa trong họ Thiến thảo (Rubiaceae).

## Loài
Chi Lucya gồm các loài: